# Ogniem i mieczem
Ogniem i mieczem (titolo inglese With Fire and Sword) è un film del 1999 diretto da Jerzy Hoffman, tratto dal romanzo omonimo dell'autore polacco Henryk Sienkiewicz. Il film fa parte di una trilogia di film storici diretti da Hoffman e tratti da opere di Sienkiewicz, insieme a Il settimo flagello (1969) e Diluvio (1974).
Lo stesso soggetto è stato usato per il film italofrancese del 1962 Col ferro e col fuoco, diretto da Fernando Cerchio.

## Trama
La storia è ambientata nelle terre ucraine della Corona del Regno di Polonia durante la rivolta di Khmelnytsky del 1648-51. Un cavaliere polacco, Skrzetuski e un cosacco otaman Bohun, si innamorano entrambi della stessa donna, Helena. La loro rivalità si svolge sullo sfondo di una rivolta dei cosacchi guidata da Bohdan Chmel'nyc'kyj, finalizzata a rivendicare il controllo della terra dalle mani dei nobili polacchi. Gli eventi storici formano un quadro per un'azione e una trama guidata dal personaggio, e personaggi immaginari si mescolano a quelli storici. Il film, come il libro, culmina con il selvaggio assedio di Zbarazh.